# Circuito de Navarra
Circuito de Navarra – tor wyścigowy znajdujący się niedaleko miasta Los Arcos w prowincji Nawarra w północnej Hiszpanii. Co roku odbywają się tutaj  wyścigi serii GT1 Championship.